# Celluloseetherlijm
Cellulose-ether-lijm is een lijm op basis van natroncellulose. De lijm wordt gevormd door een reactie tussen cellulose en azijn. De lijm is met E-nummer als voedseladditive onder nr. E466 toegelaten. 
Toepassingsgebieden zijn:
- Behangplaksel
- Verdikkingsmiddel
- Vulmiddel
- Anti-klontermiddel
- Emulgator